# 韋斯特法利亞 (印地安納州)
韋斯特法利亞（英語：Westphalia）是位於美國印地安納州諾克斯縣的一個人口普查指定地區。

## 人口
根據2010年美國人口普查的數據，韋斯特法利亞的面積為5.34平方千米，當中陸地面積為5.34平方千米，而水域面積為0.00平方千米。當地共有人口202人，而人口密度為每平方千米37.83人。